# Delisle (eenheid)
De temperatuurschaal van Delisle (symbool: D of De) werd in 1732 opgesteld door de Franse astronoom Joseph-Nicolas Delisle.
In 1732 maakte Delisle een thermometer die kwik gebruikte als werkzame stof. Delisle koos zijn schaalverdeling door de temperatuur van kokend water (100°C) als nulpunt (0°D) te gebruiken. Vanaf dat punt mat hij de verschillende standen van het kwik in de glazen buis bij lagere temperaturen. Uiteindelijk kwam hij tot een schaalverdeling met 2400 gradaties. In 1738 werd de schaal opnieuw ingedeeld door Josias Weitbrecht, die het nulpunt definieerde op het kookpunt van water en zo werkte tot 150 (smeltpunt van ijs).
Deze schaal geeft - in tegenstelling tot alle andere temperatuurschalen - dus een hogere getalswaarde bij een lagere temperatuur. 
De temperatuurschaal van Delisle bleef tot de eerste helft van de 19e eeuw in gebruik in Rusland.

## Voorbeelden
Hieronder staan enkele waarden uitgedrukt in de temperatuurschaal van Delisle:
| Criterium                         | Celsius-temperatuur (°C) | Delisle-temperatuur (°D) |
| --------------------------------- | ------------------------ | ------------------------ |
| Absoluut nulpunt                  | -273,15                  | 559,725                  |
| Smeltpunt van ijs                 | 0,00                     | 150,00                   |
| Lichaamstemperatuur van de mens   | 36,80                    | 94,80                    |
| Kookpunt van water                | 100,00                   | 0,00                     |
| Oppervlaktetemperatuur van de zon | 5526,00                  | -8139,00                 |

## Conversie tussen temperatuurschalen
De conversietabel geeft voor de verschillende temperatuurschalen de omrekenformules.